# Artemisia annua
Assenzio annuale (nome scientifico Artemisia annua L., 1753) è una specie di pianta angiosperma dicotiledone della famiglia delle Asteraceae (sottofamiglia Asteroideae, tribù Anthemideae (Asian-southern African grade) e sottotribù Artemisiinae).

## Etimologia
Il nome Artemisia, di etimologia incerta, è ricondotto alla dea greca della caccia Artemide, o secondo un'altra ipotesi alla regina Artemisia († 350 a.C.), succeduta sul trono di Caria al fratello e consorte Mausolo; si ipotizza inoltre un riferimento al greco artemes (“sano”), con allusione alle proprietà medicamentose delle piante del genere.. L'epiteto specifico (annua) fa riferimento al ciclo biologico annuale della pianta.
Il nome scientifico della specie è stato definito dal botanico Carl Linnaeus (1707-1778) nella pubblicazione " Species Plantarum" (  Sp. Pl. 2: 847) del 1753.

## Descrizione

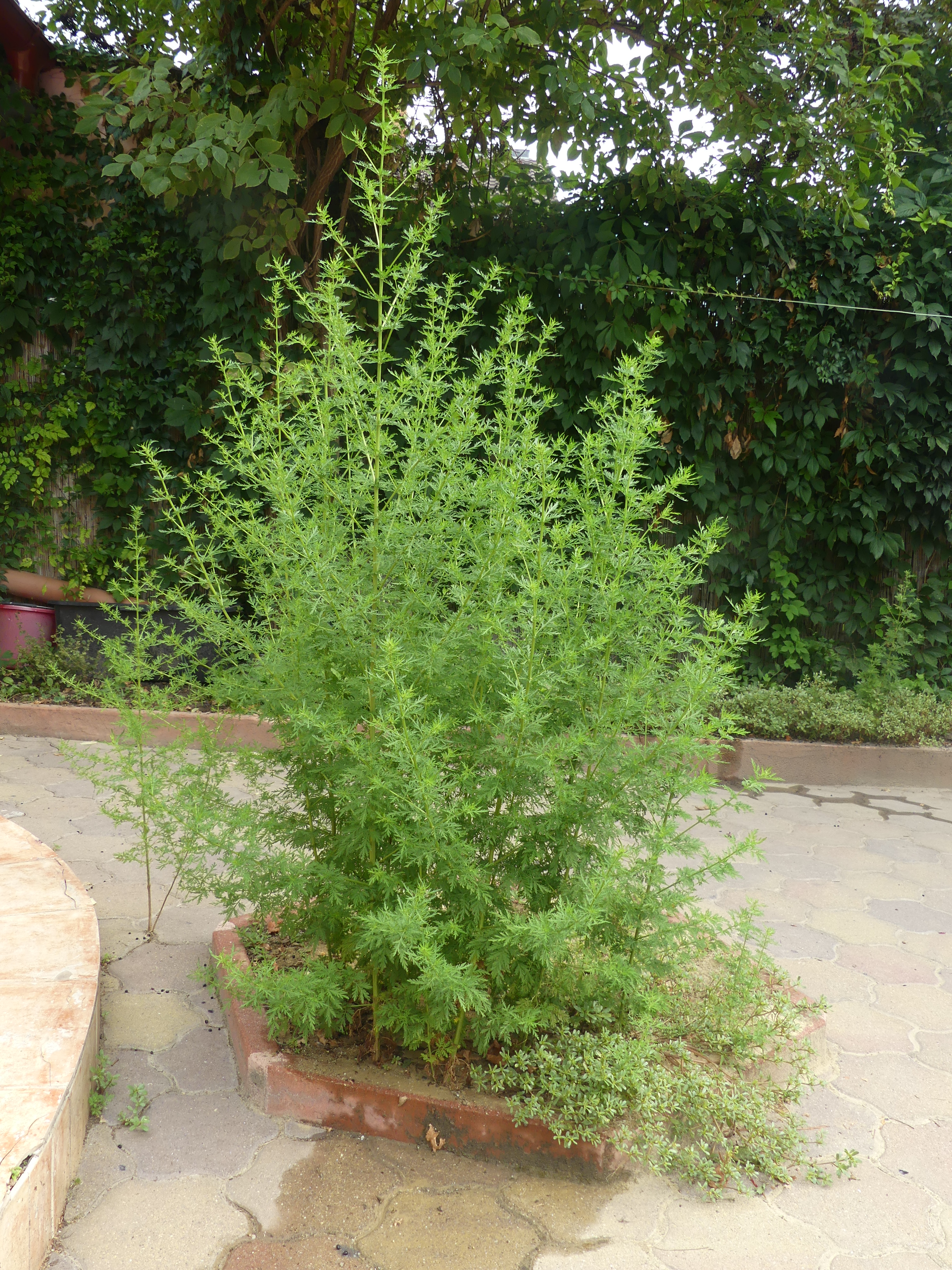
Il portamento

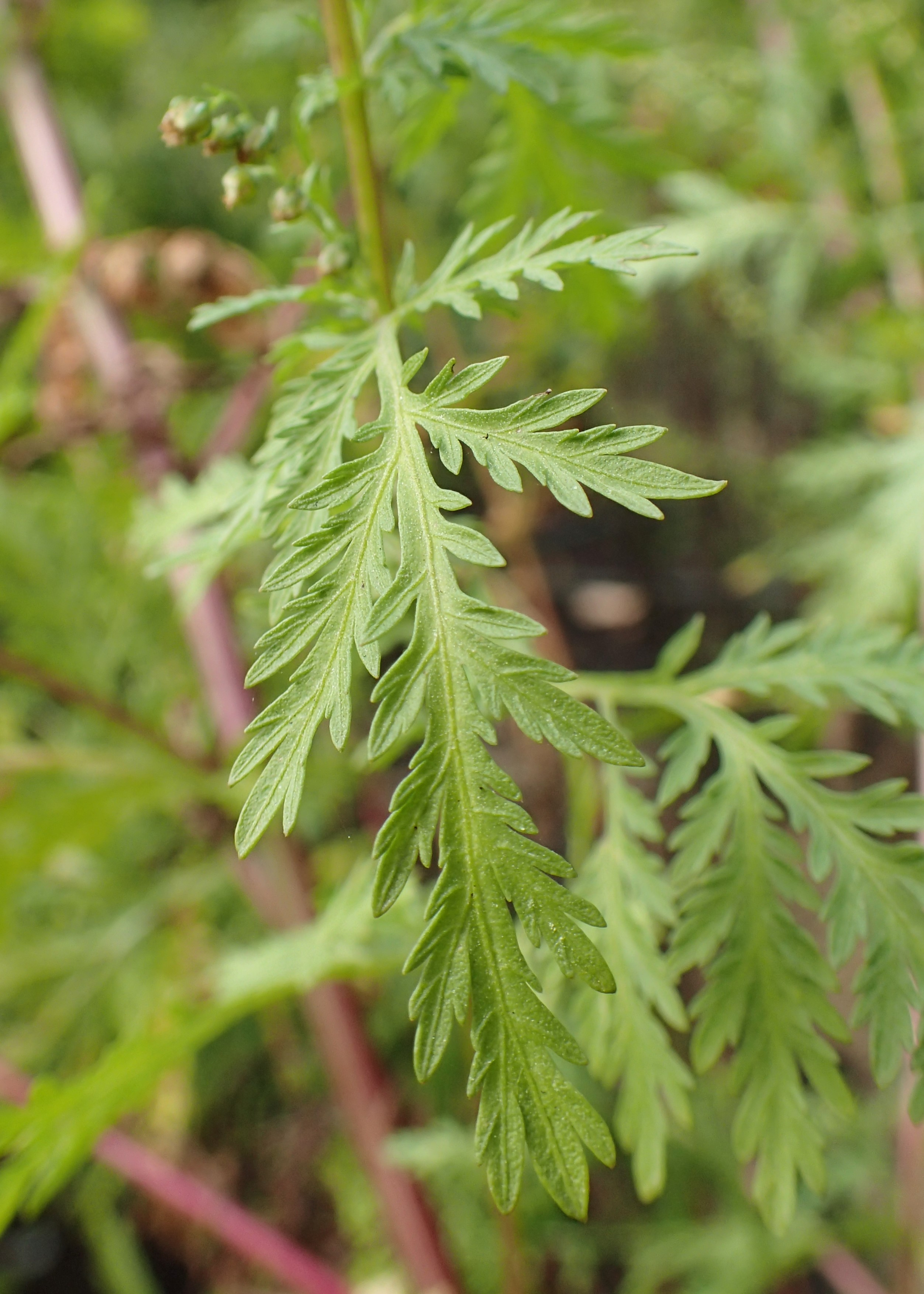
Le foglie

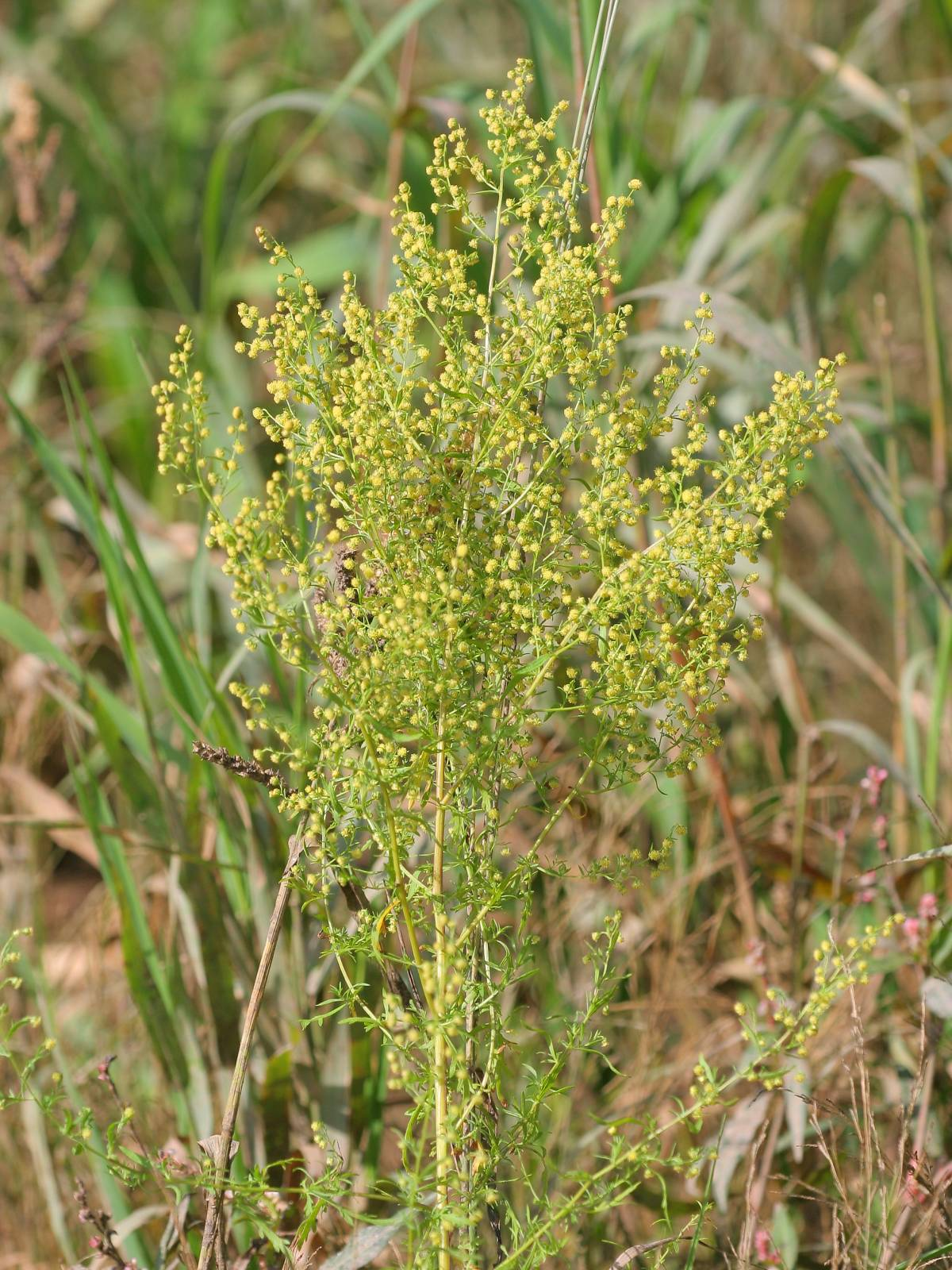
Infiorescenza

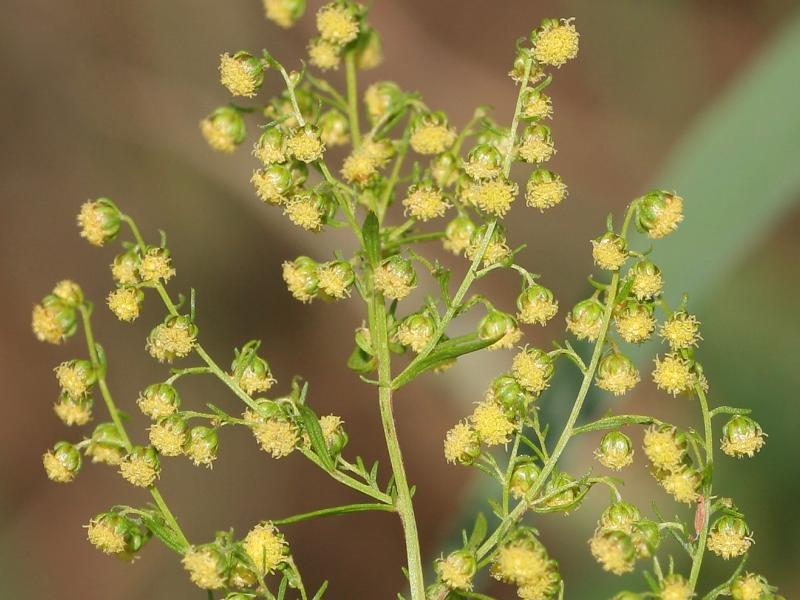
I fiori

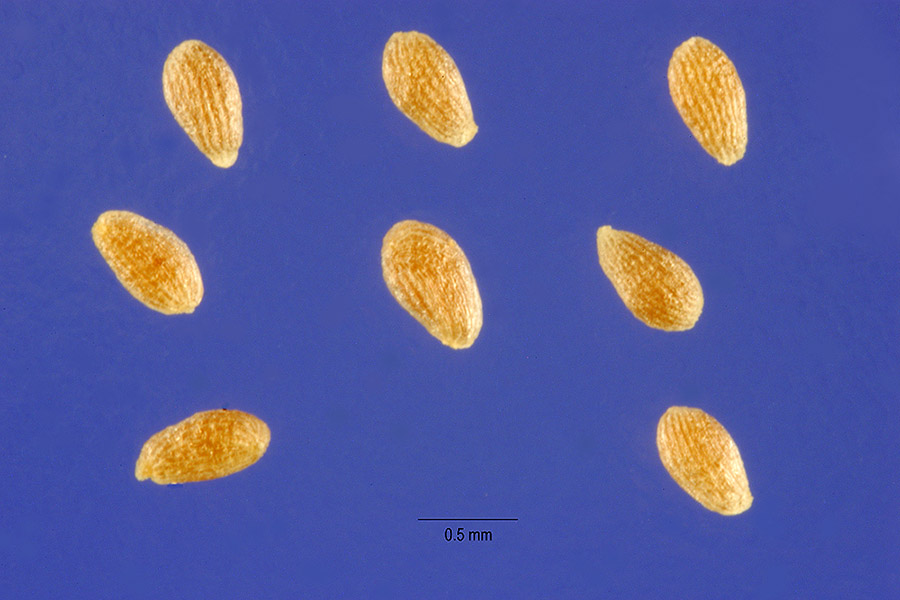
I semi

Portamento. La forma biologica è terofita scaposa (T scap), ossia sono piante erbacee che differiscono dalle altre forme biologiche poiché, essendo annuali, superano la stagione avversa sotto forma di seme; sono inoltre munite di asse fiorale eretto con, a volte, poche foglie. Le piante sono fondamentalmente glabre ed hanno un forte odore aromatico. Queste piante sono inoltre prive di lattice (come le altre Asteraceae); contengono però oli eterei lattoni sesquiterpenici.
Radici. Le radici sono secondarie da fittone.
Fusto. Sono piante la cui altezza può variare da 0,5 a 1,5 m; in America possono raggiungere anche i 3 m
- Parte ipogea: la parte sotterranea è fittonante.
- Parte epigea: il fusto (generalmente uno per pianta) è ramoso ed eretto; la superficie è striata. Verso l'infiorescenza i fusti hanno un colore bruno-arrossato.

Foglie. Le foglie sono colorate di verde-brillante ed hanno la lamina a forma da triangolare a largamente ovata ed è divisa in sottili lacinie (foglie 2 – 3 pennatosette) leggermente revolute ai bordi. I segmenti del secondo ordine sono dentati (o partiti con 3 – 6 lobi per lato). Le facce dei segmenti sono glabre, rugose e punteggiate da ghiandole. Dimensione della lamina: larghezza 2 – 4 cm; lunghezza 2 – 10 cm. Lunghezza delle foglie: 3 – 4 cm. Larghezza delle lacinie: 0,5 – 0,8 mm..
Infiorescenza. Le sinflorescenze sono formate da numerosissimi piccoli subsferici capolini raccolti in pannocchie fogliose terminali. Le infiorescenze vere e proprie sono composte da un capolino subsessile, biancastro e pendulo di tipo disciforme. I capolini sono formati da un involucro, con forme globose, composto da 2 a 20 brattee, al cui interno un ricettacolo fa da base ai fiori del disco (quelli del raggio qui sono assenti). Le brattee, con una forma largamente ovato-ellittica, di colore paglierino, con nervature verdi, con margini di tipo ialino (trasparenti) e a consistenza erbacea, sono disposte in modo più o meno embricato su più serie. Il ricettacolo è nudo ossia senza pagliette a protezione della base dei fiori; la forma è piatta. Dimensione dell'infiorescenza: larghezza 10 – 20 cm; lunghezza 15 – 40 cm. Dimensione dell'involucro: larghezza 1,5 – 2,5 mm; lunghezza 1,5 – 2,5 mm. Diametro dei capolini: 1 – 3 mm.
Fiori.  I fiori sono tetra-ciclici (formati cioè da 4 verticilli: calice – corolla – androceo – gineceo) e pentameri (calice e corolla formati da 5 elementi). Sono numerosi con forme brevemente tubulose (attinomorfe); sono ermafroditi. Possono essere divisi tra fiori solamente femminili (da 10 a 20, posti alla periferia) e fiori bi-sessuali (da 18 a 24, posti al centro) tutti fertili.
- Formula fiorale:

*/x K {\displaystyle \infty }, [C (5), A (5)], G 2 (infero), achenio
- Calice: i sepali del calice sono ridotti ad una coroncina di squame.
- Corolla: le corolle dei fiori periferici sono affusolate con lembi più o meno ligulati o filiformi; le corolle di quelli più centrali sono pentalobate a forma deltata. Il colore della corolla è giallo.
- Androceo: l'androceo è formato da 5 stami (alternati ai lobi della corolla) sorretti da filamenti generalmente liberi e sottili; gli stami sono connati e formano un manicotto circondante lo stilo. Le antere possono essere sia di tipo basifissa che medifissa (ossia attaccate al filamento per la base – nel primo caso; oppure in un punto intermedio – nel secondo caso).[13] Questa caratteristica ha valore tassonomico in quanto distingue i generi gli uni dagli altri. Normalmente le antere variano da ottuse (arrotondate) a leggermente appuntite alla base (o anche caudate); in alcune specie le appendici sono triangolari, lineari o ellittiche. Il tessuto endoteciale (rivestimento interno dell'antera) non è polarizzato. Il polline è sferico con un diametro medio di circa 25 micron;  è tricolporato (con tre aperture sia di tipo a fessura che tipo isodiametrica o poro) ed è più o meno echinato (con punte sporgenti).
- Gineceo: l'ovario è infero uniloculare formato da 2 carpelli. Lo stilo (il recettore del polline) è profondamente bifido (con due stigmi divergenti) e con le linee stigmatiche marginali separate o contigue. I due bracci dello stilo hanno una forma troncata e possono essere papillosi o ricoperti da ciuffi di peli.
- Antesi:  da agosto ad ottobre.

Frutti. Il frutto è un achenio marrone chiaro sprovvisto di pappo, con superficie glabra. La forma è oblunga-compressa. Lunghezza dei frutti: 0,3 – 0,8 mm.. La parte apicale è rotondeggiante e priva di corona. Il pericarpo può possedere (oppure no) delle cellule mucillaginifere, mentre le sacche di resina sono assenti.

## Biologia
Impollinazione: tramite insetti (impollinazione entomogama tramite farfalle diurne e notturne).

Riproduzione: la fecondazione avviene fondamentalmente tramite l'impollinazione dei fiori.

Dispersione: i semi cadono a terra e vengono dispersi soprattutto da insetti come formiche (disseminazione mirmecoria). Un altro tipo di dispersione è zoocoria: gli uncini delle brattee dell'involucro (se presenti) si agganciano ai peli degli animali di passaggio che portano così i semi anche su lunghe distanze. Inoltre per merito del pappo (se presente) il vento può trasportare i semi anche per alcuni chilometri (disseminazione anemocora).

## Distribuzione e habitat

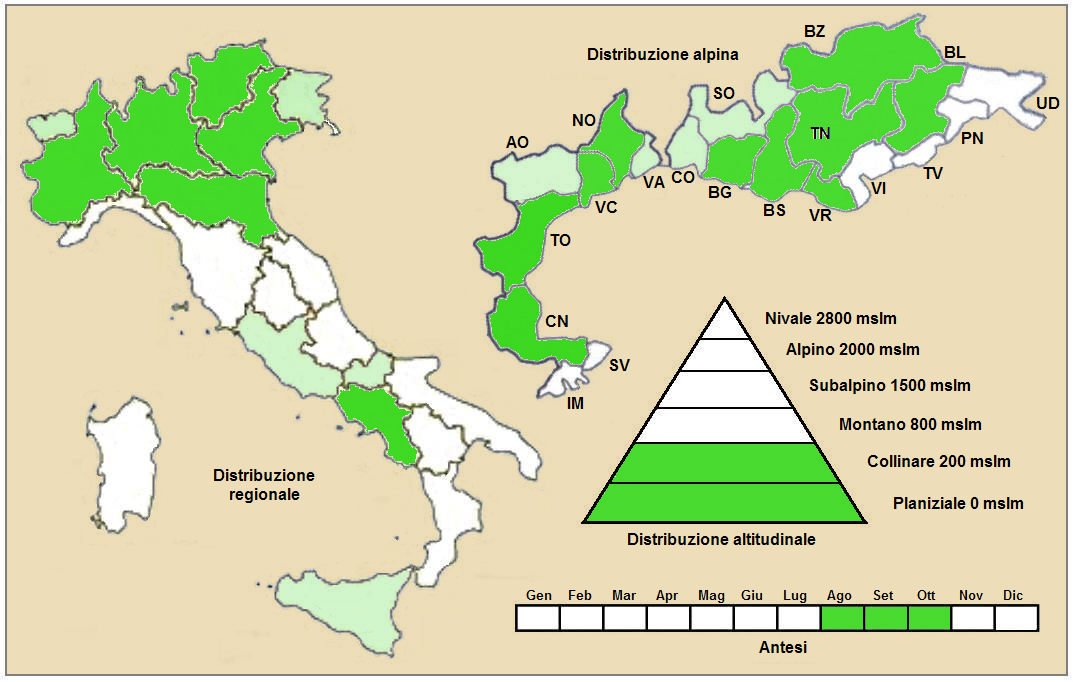
Distribuzione della pianta (Distribuzione regionale – Distribuzione alpina)

Geoelemento: il tipo corologico (area di origine) è  Eurasiatico (Steppico).
Distribuzione:  in Italia è presente in modo discontinuo ed è considerata rara e alloctona naturalizzata. Anche nelle Alpi la presenza non è continua. Fuori dall'Italia, sempre nelle Alpi, si trova in Francia (dipartimenti di Isère e Alta Savoia), in Svizzera si trova nel Canton Ticino, mentre in Austria è presente nei Länder del Vorarlberg, Tirolo Settentrionale e Carinzia. Sugli altri rilievi europei si trova nel Massiccio del Giura, Monti Balcani e Carpazi. Si trova anche in Asia temperata, specialmente in Cina.
Habitat: l'habitat tipico per queste piante sono le zone ruderali, gli incolti ghiaiosi e sabbiosi; ma anche lungo i sentieri, le scarpate ferroviarie, discariche e bordi delle strade (è una pianta sinantropa). Il substrato preferito è sia calcareo che siliceo con pH neutro e terreno ad alti valori nutrizionali mediamente umido.
Distribuzione altitudinale:  sui rilievi queste piante si possono trovare fino a 500 m s.l.m.; frequentano quindi il seguente piano vegetazionale: collinare oltre al planiziale.

## Fitosociologia
Dal punto di vista fitosociologico alpino la specie di questa voce appartiene alla seguente comunità vegetale:
Formazione: delle comunità terofiche pioniere nitrofile
Classe: Stellarietea mediae
Ordine: Sisymbrietalia

## Sistematica
La famiglia di appartenenza di questa voce (Asteraceae o Compositae, nomen conservandum) probabilmente originaria del Sud America, è la più numerosa del mondo vegetale, comprende oltre 23.000 specie distribuite su 1.535 generi, oppure 22.750 specie e 1.530 generi secondo altre fonti (una delle checklist più aggiornata elenca fino a 1.679 generi). La famiglia attualmente (2021) è divisa in 16 sottofamiglie; la sottofamiglia Asteroideae è una di queste e rappresenta l'evoluzione più recente di tutta la famiglia.

### Filogenesi
Il gruppo di questa voce è descritto nella tribù Anthemideae, una delle 21 tribù della sottofamiglia Asteroideae). In base alle ultime ricerche nella tribù sono stati individuati (provvisoriamente) 4 principali lignaggi (o cladi); il genere  Artemisia (insieme alla sottotribù Artemisiinae) è incluso nel clade Asian-southern African grade.
Attualmente il genere, nell'ambito della flora spontanea italiana, è suddiviso in quattro sezioni e alcune sottosezioni. La specie di questa voce appartiene alla "Sezione I" caratterizzata dai fiori del disco ermafroditi, dal ricettacolo glabro o squamoso con forma di un disco, e alla "Sottosezione C" caratterizzata da piante glabre sui fusti e sulle foglie. Altre specie della stessa sezione: Artemisia biennis  Wild. (Assenzio bienne) e Artemisia tournefortiana Rchb. (Assenzio dell'Armenia).
Più in generale (in base ad una analisi completa del genere) la specie di questa voce appartiene al sottogenere Seriphidium  Besser ex Less. ("Clade 5") caratterizzato da cicli biologici annuali, biennali o perenni con portamenti subarbustivi da foglie pennatosette (la dimensione della foglia varia da piccola a grande), da sinflorescenze panicolate e capolini omogami-disciformi o eterogami-disciforme con ricettacolo pubescente oppure omogami-discoidi.
Da un punto di vista filogenetico sembra che questa specie sia collegata al sottogenere eurasiatico Seriphidium. Ricerche cladistiche molecolari suggeriscono che l'origine di Artemisia annua è precedente alle specie legnose del Vecchio Mondo.
I caratteri distintivi della specie  Artemisia annua sono:
- i segmenti delle foglie del secondo ordine sono visibilmente divisi (2-3-dentati o partiti);
- il colore dei fiori è biancastro;
- i capolini dell'infiorescenza sono penduli ed hanno un diametro di 1,5 - 2 mm.

Il numero cromosomico di A. annua è: 2n = 18..

### Sinonimi
Sono elencati alcuni sinonimi per questa entità:
- Artemisia annua f. macrocephala Pamp.
- Artemisia chamomilla  C.Winkl.
- Artemisia exilis  Fisch. ex DC.
- Artemisia hyrcana  Spreng.
- Artemisia plumosa  Fisch. ex Besser
- Artemisia stewartii  C.B.Clarke
- Artemisia suaveolens  Fisch.
- Artemisia wadei  Edgew.

### Specie simili
Le “Artemisie” con i suoi piccoli fiori non sono molto diverse le une dalle altre. Sul territorio italiano (in particolare nelle zone alpine) possono essere confuse tra di loro (e con la pianta di questa voce) le seguenti specie:
- Artemisia vulgaris L. - Artemisia comune: i segmenti delle foglie sono lievemente più larghi ed hanno un colore verde chiaro; i fusti sono rossicci. È comune su tutto il territorio alpino.
- Artemisia verlotiorum Lamotte - Artemisia dei fratelli Verlot: si distingue per i fiori rossastri e le foglie a segmenti larghi e di colore glauco.  È comune su tutto il territorio alpino.

## Usi

### Farmacia
Questa pianta è stata usata per lustri nella cura di numerose malattie, tra cui le dermatiti.
Recentemente (dopo il 1970) è stata usata contro la malaria, nella piante è infatti presente il principio attivo artemisinina ad oggi uno dei più potenti farmaci antimalarici.
Derivati sintetici dell'artemisinina sono attualmente in fase di ricerca per un loro potenziale uso come farmaci antitumorali.
Secondo la medicina popolare Artemisia annua ha le seguenti proprietà medicamentose:
- antibatterica (blocca la generazione dei batteri);
- antisettica (proprietà di impedire o rallentare lo sviluppo dei microbi);
- carminativa (favorisce la fuoriuscita dei gas intestinali);
- digestiva;
- febbrifuga (abbassa la temperatura corporea).

### Cucina
Anche questa pianta come altre dello stesso genere può fornire un olio essenziale ricavato dalle foglie e utilizzato per aromatizzare diverse bevande anche alcoliche.

### Giardinaggio
È una pianta di facile coltivazione. Ha bisogno di terreni ben drenati e leggermente alcalini ma poveri in posizioni soleggiate.